# 昆明國際會展中心
昆明国际会展中心是中華人民共和國雲南省昆明市的一個展覽中心，占地22.5万平方米，建筑面积24万平方米，展览面积5万平方米。始建于1992年，是當局為迎接第一届昆明进出口商品交易会而建造。2005年9月，昆明国际会展中心新馆正式启用。

## 外部連結
- 官方网站